# Coupe de Pologne de football 2007-2008
La Coupe de Pologne 2007-2008 est la 54e édition de la Coupe de Pologne. Le Dyskobolia a mis son titre en jeu pour la deuxième fois de son histoire.
Le 13 mai 2008, le Legia Varsovie a défait le champion de Pologne, le Wisła Cracovie, au terme d'une séance de tirs au but. Après un match nul et vierge, c'est Jakub Wawrzyniak qui a donné la victoire aux siens. Mais Varsovie étant déjà qualifiée pour la Coupe UEFA (le Legia a terminé le championnat à la seconde place), la place qualificative est redistribuée au troisième, et celle de la Coupe Intertoto au quatrième.

## Déroulement de la compétition

### 1ertour
28 et 29 août 2007
| Équipe 1                      | Score         | Équipe 2                     |
| Ruch Wysokie Mazowieckie      | 1 - 2         | Jagiellonia Białystok        |
| Jeziorak Iława                | 3 - 1         | ŁKS Łomża                    |
| Znicz Pruszków                | 1 - 0         | Piast Gliwice                |
| Skalnik Gracze                | 2 - 3         | Odra Opole                   |
| Przyszłość Rogów              | 1 - 2         | Unia Janikowo                |
| Sandecja II Nowy Sącz         | 0 (3 tab 2) 0 | Podbeskidzie Bielsko-Biała   |
| Pogoń Oleśnica                | 3 - 0         | Górnik Polkowice             |
| Włókniarz Konstantynów Łódzki | 0 (1 tab 3) 0 | Stal Stalowa Wola            |
| Start Otwock                  | 2 - 1         | Polonia Bytom                |
| Victoria Koronowo             | 1 - 0         | KSZO Ostrowiec Świętokrzyski |
| Jarota Jarocin                | 1 - 4         | Lechia Gdańsk                |
| GKS 71 Tychy                  | 3 - 0         | Kmita Zabierzów              |
| Okocimski KS Brzesko          | 0 - 2         | Zagłębie Sosnowiec           |
| Bytovia II Bytów              | 0 - 1         | Polonia Varsovie             |
| Miedź Legnica                 | 3 - 3         | Śląsk Wrocław                |
| Zawisza Bydgoszcz             | 0 - 3         | Ruch Chorzów                 |

### 16èmes de finale
25 et 26 septembre 2007
| Équipe 1              | Score         | Équipe 2              |
| Śląsk Wrocław         | 2 (4 tab 5) 2 | Wisła Cracovie        |
| GKS 71 Tychy          | 0 (4 tab 2) 0 | Odra Wodzisław Śląski |
| Jagiellonia Białystok | 2 - 4         | Widzew Łódź           |
| Lechia Gdańsk         | 2 (5 tab 4) 2 | Górnik Zabrze         |
| Pogoń Oleśnica        | 0 - 3         | Wisła Płock           |
| Polonia Varsovie      | 3 - 2         | Lech Poznań           |
| Znicz Pruszków        | 2 - 5         | KS Cracovia           |
| Ruch Chorzów          | 2 - 0         | Górnik Łęczna         |
| Victoria Koronowo     | 0 - 3         | Zagłębie Lubin        |
| Odra Opole            | 1 - 0         | GKS Bełchatów         |
| Jeziorak Iława        | 1 - 2         | Dyskobolia            |
| Sandecja II Nowy Sącz | 0 - 4         | Legia Varsovie        |
| Zagłębie Sosnowiec    | 0 - 2         | Korona Kielce         |
| Stal Stalowa Wola     | 3 - 0         | Pogoń Szczecin        |
| Unia Janikowo         | 1 - 2         | Arka Gdynia           |
| Start Otwock          | 0 - 1         | ŁKS Łódź              |

### 8èmes de finale
30 et 31 octobre 2007
| Équipe 1          | Score | Équipe 2       |
| KS Cracovia       | 0 - 1 | Arka Gdynia    |
| Ruch Chorzów      | 1 - 0 | Widzew Łódź    |
| Odra Opole        | 0 - 2 | Zagłębie Lubin |
| Polonia Varsovie  | 3 - 1 | Korona Kielce  |
| Lechia Gdańsk     | 5 - 1 | Wisła Płock    |
| GKS 71 Tychy      | 1 - 3 | Wisła Cracovie |
| Stal Stalowa Wola | 1 - 3 | Dyskobolia     |
| Legia Varsovie    | 1 - 0 | ŁKS Łódź       |

### Quarts de finale
1er et 2 avril - 8 et 9 avril 2008
| Équipe 1       | Aller | Total | Retour | Équipe 2         |
| Arka Gdynia    | 0 - 0 | 1 - 2 | 1 - 2  | Wisła Cracovie   |
| Dyskobolia     | 1 - 0 | 2 - 1 | 1 - 1  | Ruch Chorzów     |
| Zagłębie Lubin | 5 - 0 | 7 - 2 | 3 - 2  | Polonia Varsovie |
| Legia Varsovie | 1 - 0 | 2 - 0 | 1 - 0  | Lechia Gdańsk    |

### Demi-finale
22 et 23 avril - 29 et 30 avril 2008
| Équipe 1       | Aller | Total | Retour | Équipe 2       |
| Wisła Cracovie | 0 - 0 | 1 - 0 | 1 - 0  | Dyskobolia     |
| Legia Varsovie | 0 - 0 | 1 - 1 | 1 - 1  | Zagłębie Lubin |

### Finale
| 13 mai 2008 | Wisła Cracovie                                          | 0–0 | Legia Varsovie                                     | Stadion GKS, Bełchatów                            |                                                   |
| 17:00       | · Glowacki · Zieńczuk · Cléber · Paulista · Baszczynski |     | · Szala · Roger · Smoliński · Vuković · Wawrzyniak | Spectateurs : 5 000 Arbitrage : Grzegorz Gilewski | Spectateurs : 5 000 Arbitrage : Grzegorz Gilewski |
| 17:00       | Rapport Tirs au but (3-4)                               |     |                                                    | Spectateurs : 5 000 Arbitrage : Grzegorz Gilewski | Spectateurs : 5 000 Arbitrage : Grzegorz Gilewski |